# شفاء الصدور (كتاب)
شفاء الصدور المهذب في تفسير القرآن: ألفه أبو بكر محمد بن الحسن الموصلي البغدادي النقاش، ولد سنة (266هـ) وتوفي سنة (351هـ)، ألف كتابه شفاء الصدور المهذب في تفسير القرآن، وهو في اثني عشر ألف ورقة، والموجود منه نصف القرآن فقط، وينتصر لمذهب فرقة المعتزلة، وفيه الكثير من الأحاديث الضعيفة والغرائب، ويحرص على التفسير باختصار، ويعتني بمسائل اللغة والبلاغة والقراءات في تفسيره.

## معالم تفسيره
1. صنف كتابه في اثني عشر ألف ورقة، وهو كتاب ضخم جدا.
2. ذكر في كتابه عجائب في التفسير، وأحاديث موضوعة ليس لها أصل في التفسير.
3. ضعفه في الرواية كان سببا في عدم قبول تفسيره، حيث قال شمس الدين الذهبي في نقده لكتابه: قال هبة الله اللالكائي: تفسير النقاش شقاء الصدور لا شفاء الصدور، يقصد بذلك أنه غير مقبول.
4. معظم تفسيره مناقشة للنص، مع كثير من الأحاديث الضعيفة.[2]
5. يغلب على التفسير ذكر مذهب المعتزلة، رغم كونه لا يناصره بقوة.
6. لا يعتني بآراء خصومه في تفسيره، فلا يناقش مذهب الفرق الأخرى التي خالفت مذهب المعتزلة، ولا يبسط أقوالهم، ولا يعتني بذلك.
7. يشرح التفسير على مذهبه بعبارة موجزة.
8. يعتني بمسائل اللغة والبلاغة والقراءات في تفسيره، ولعل سبب ذلك كونه من القراء ومن الرواة عن الأخفش، وهو من أهل اللغة.[3]

## شفاء الصدور غير مطبوع
بل هو مخطوط موجود في عدة متاحف وخزانات كتب، والموجود منه قريب من اثني عشر ألف ورقة.
ومن تفسيره جزء كبير بدار الكتب، وجزء آخر في المتحف البريطاني، والموجود تقريبا يقع في (275) ورقة فقط، ويشتمل على تفسير نصف القرآن تقريبا؛ لأنه يبدأ بتفسير قوله تعالى: {وَبَرًّا بِوالِدَتِي وَلَمْ يَجْعَلْنِي جَبَّاراً شَقِيًّا} [مريم:32] وينتهي بسورة الناس، وإن كان به بعض الخرم في الورق، وكثير من أوراقه فسدت بسبب الرطوبة.